# Jüdischer Friedhof (Albisheim (Pfrimm))

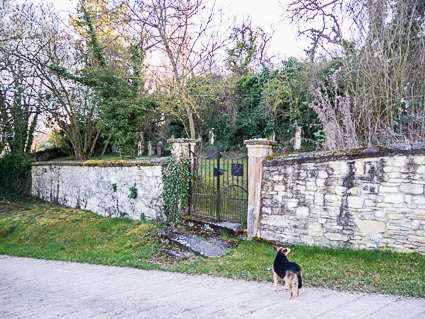
Außenansicht des Friedhofs

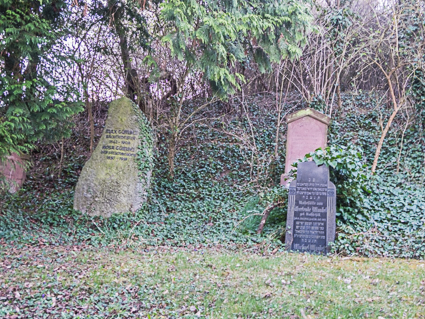
Einzelne Grabsteine auf dem Friedhof

Der Jüdische Friedhof Albisheim (Pfrimm)  ist ein Friedhof in Albisheim, einer Ortsgemeinde im Donnersbergkreis in Rheinland-Pfalz.
Der 773 m² (nach anderer Angabe 550 m²) große jüdische Friedhof liegt nördlich des Ortes über der B 47, oberhalb des Feldweges nach Gauersheim. Er wurde von 1866 bis 1938 belegt.
Es sind über 30 Grabsteine vorhanden.
Vor Anlage ihres eigenen Friedhofs wurden die Toten auf dem jüdischen Friedhof in Kirchheimbolanden bestattet.